# Niek Kortekaas
Niek Kortekaas (Den Haag , 9 mei 1958) is een Nederlandse beeldhouwer en  regisseur van theatervoorstellingen. Hij genoot zijn opleiding aan de Academie voor Beeldende Kunsten in  Rotterdam. In de Nederlandse publieke ruimte zijn een aantal werken van hem terug te vinden. Sinds 1985 opereert hij vooral in de theaterwereld, onder andere als regisseur.

## Werken (selectie)
- Tuindersknecht  (1999), Westland
- Westlander  (1995), 's-Gravenzande
- Confrontatie Oud-Jong  (1994), Naaldwijk
- Prins Frederik Hendrik (1991), Westland
- Druivenkrentster  (1981), 's-Gravenzande

## Fotogalerij

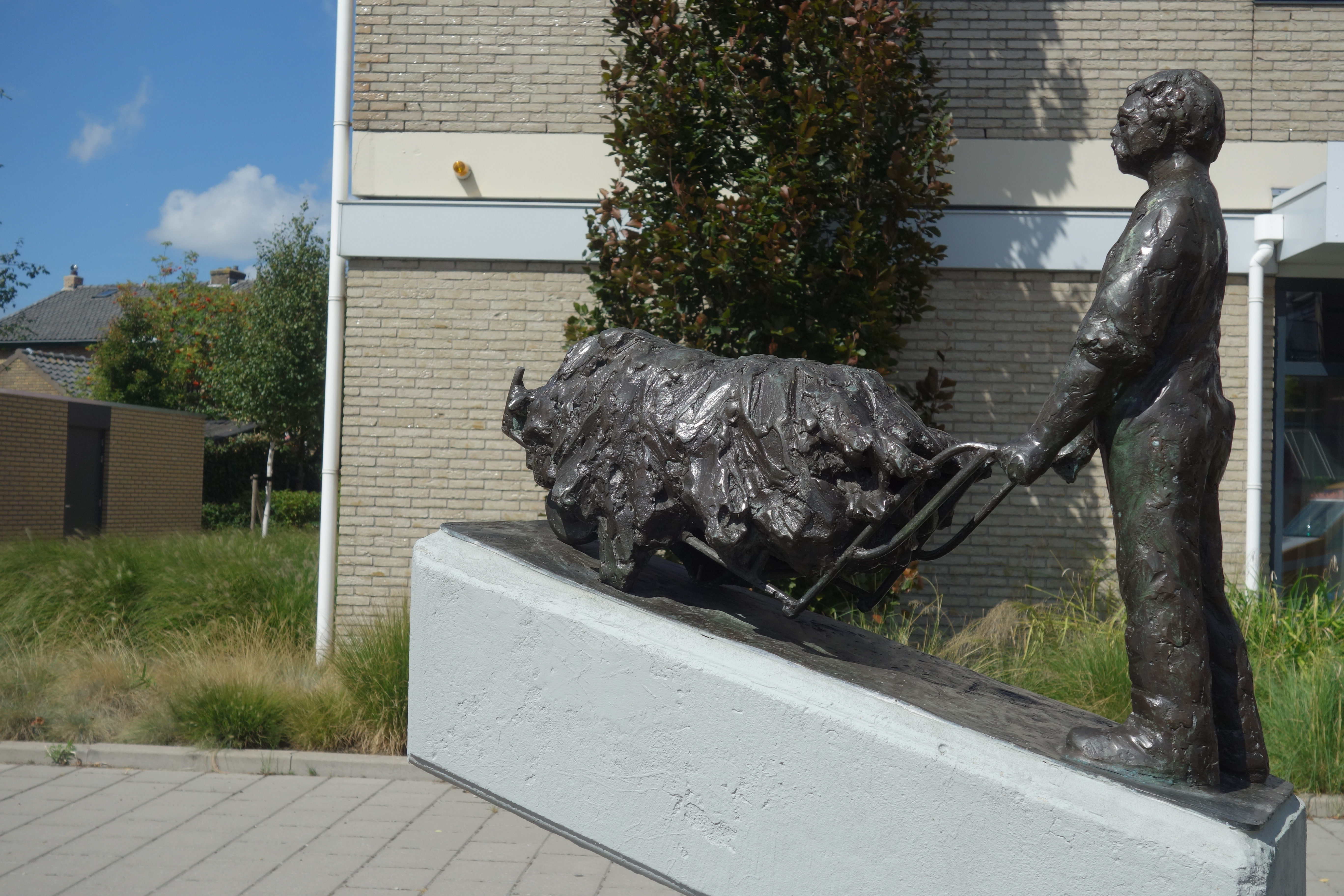
Westland
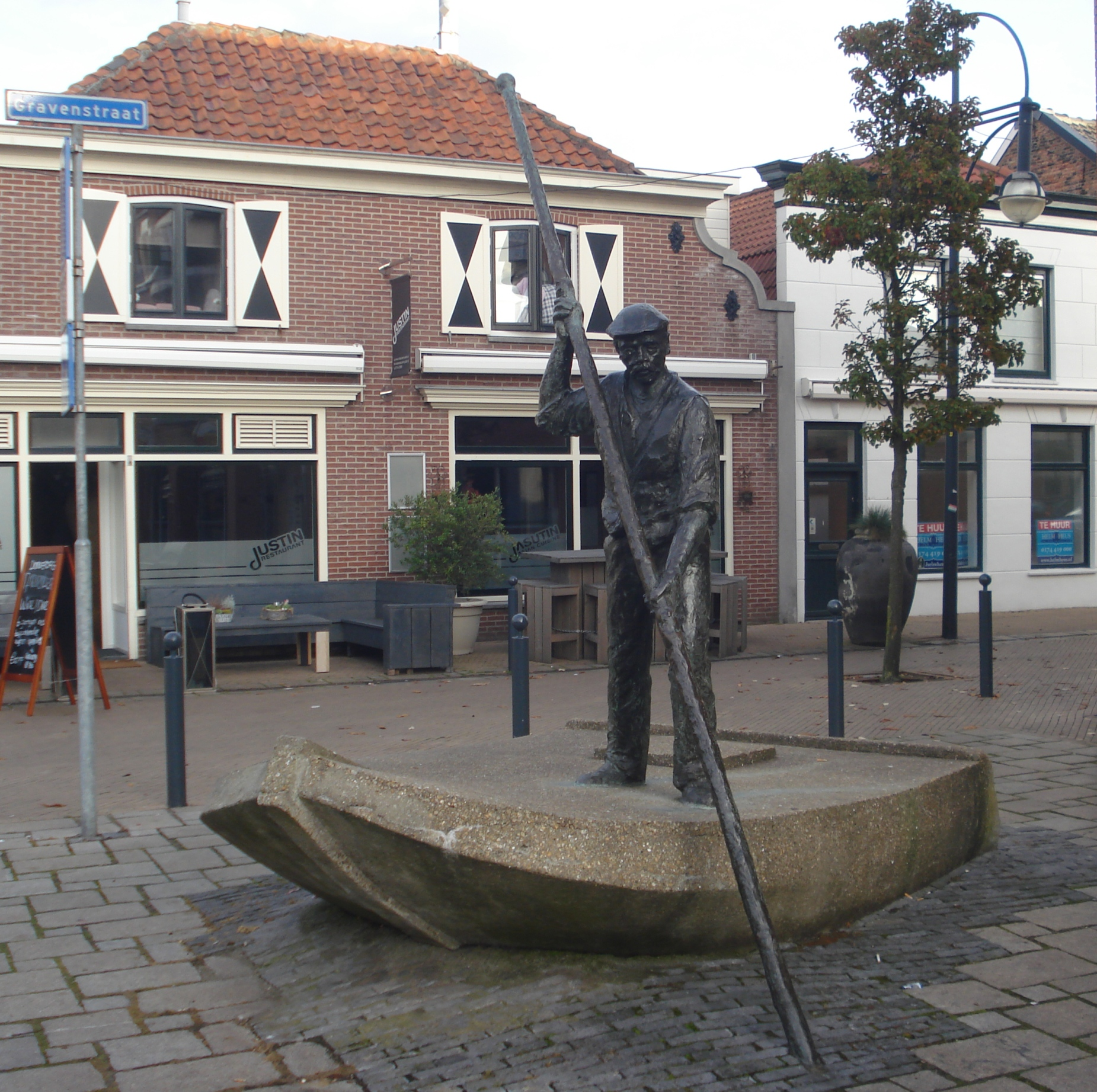
’s-Gravenzande
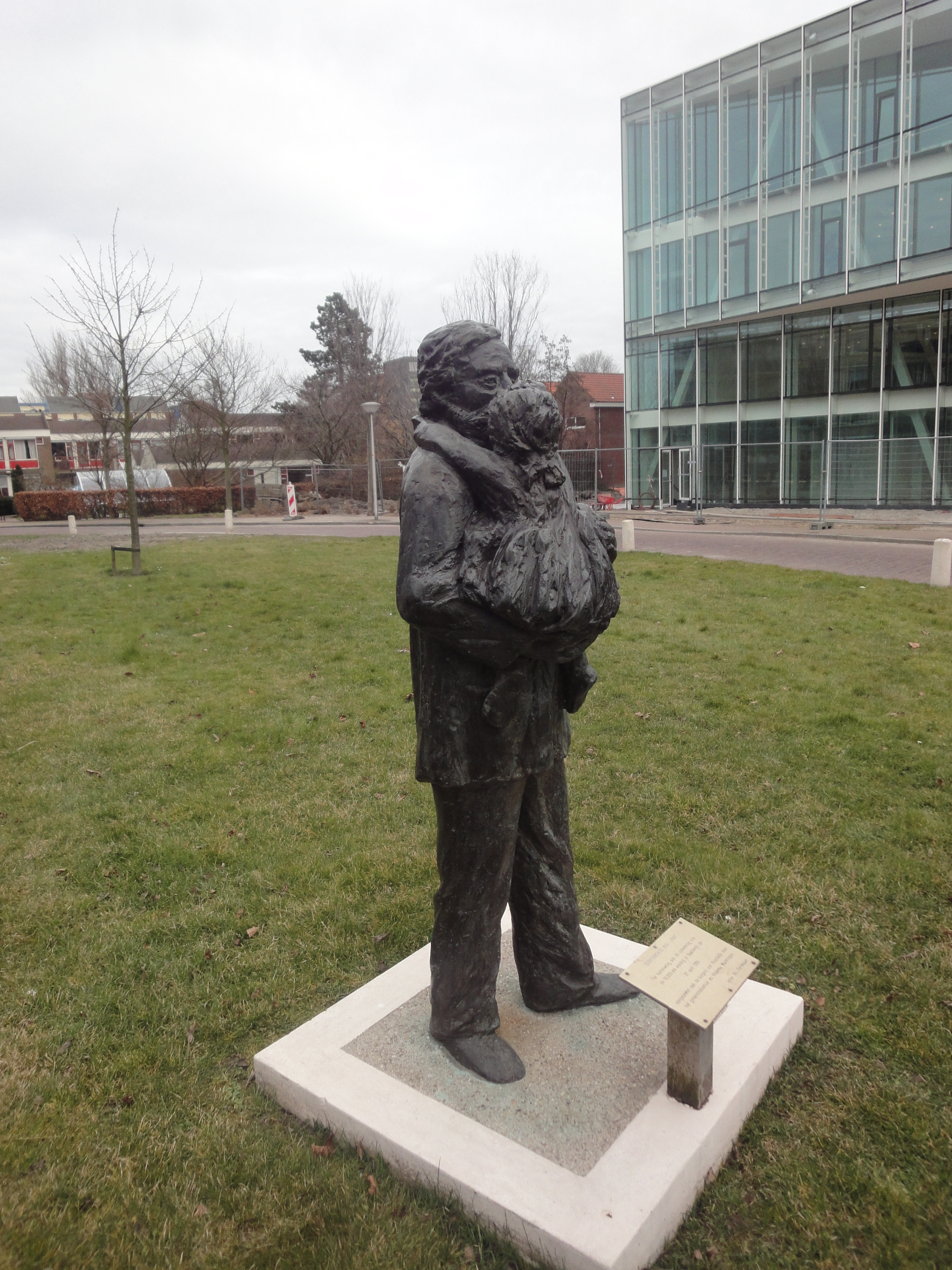
Naaldwijk
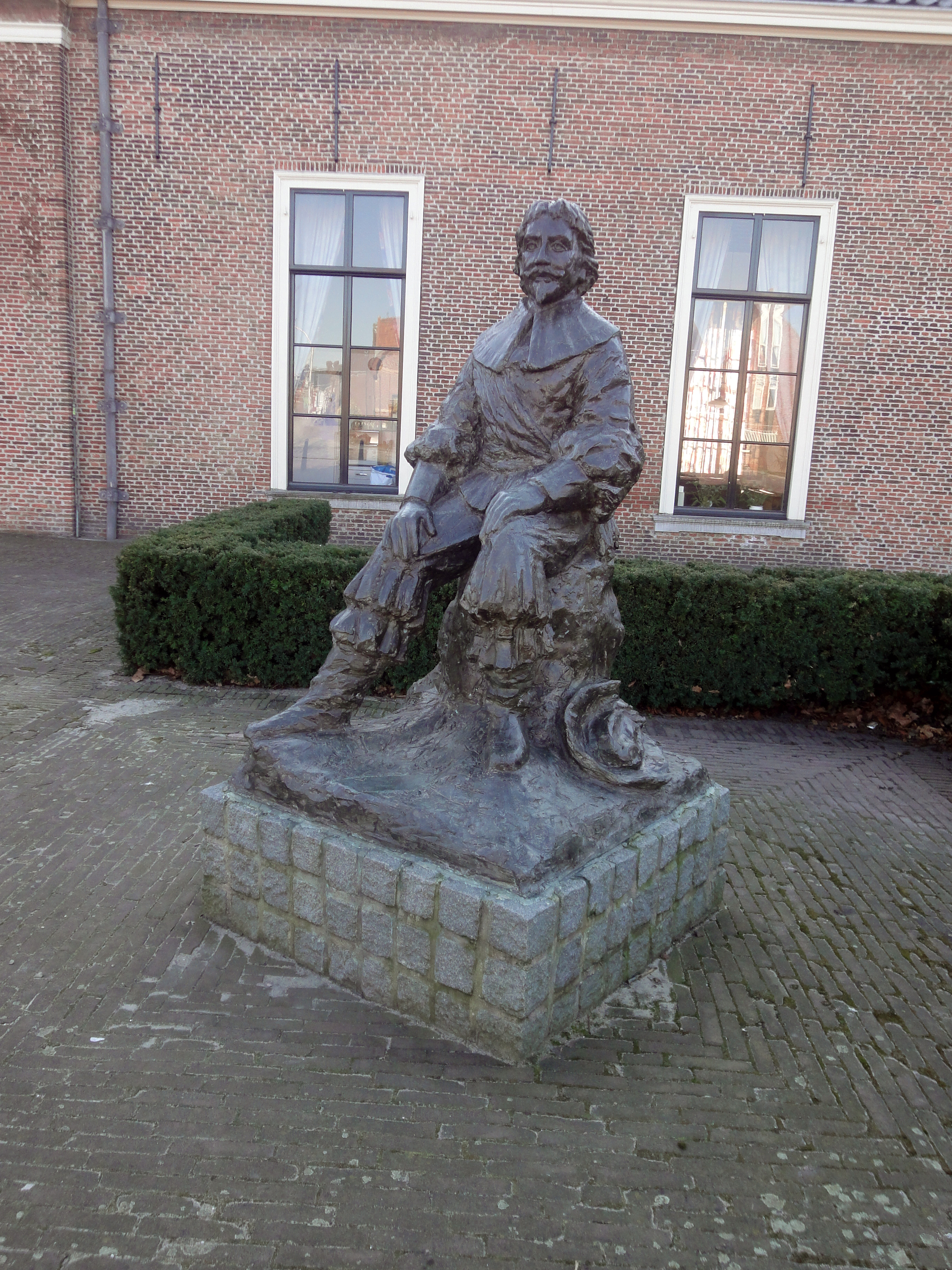
Westland
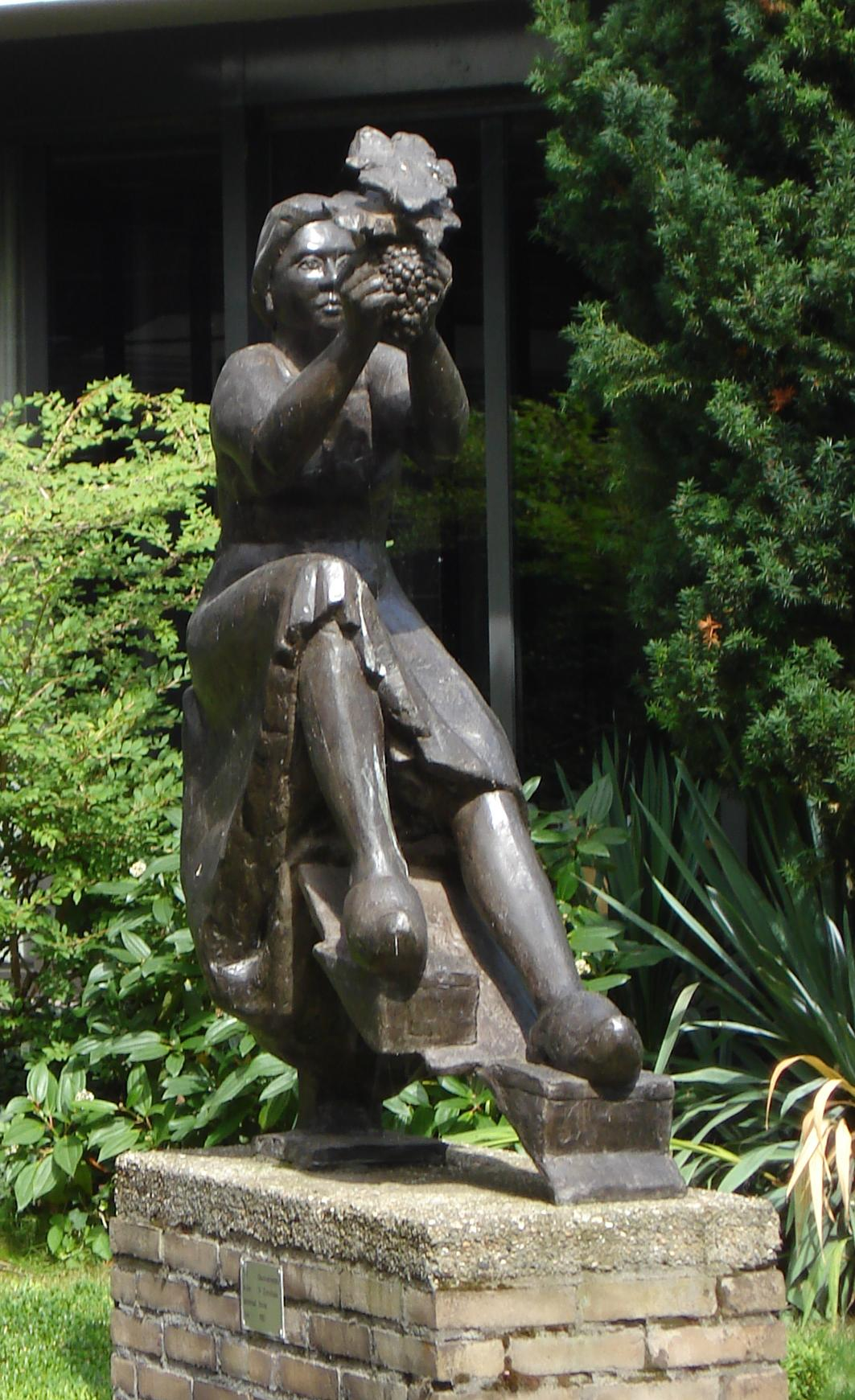
’s-Gravenzande